# CA Alvarado
Der Club Atlético Alvarado, kurz CA Alvarado, ist ein argentinischer Fußballverein aus Mar del Plata in der Provinz Buenos Aires. Der Verein wird auch Alva oder Torito genannt.

## Geschichte
Der CA Alvarado wurde am 21. Juni 1928 von einer Gruppe junger Leute im "Puente Alvarado" gegründet. Das Team nahm an lokalen Turnieren teil und gewann von 1950 bis 1953 mehrere Meisterschaften. 1964 stieg der Club in die erste Division der Liga von Mar del Plata auf. Im September 1977 sicherte sich Alvarado seinen ersten Titel in der höchsten Liga Mar del Platas und trat 1978 in der Primera División an, wo das Team einen denkwürdigen 5:0-Sieg gegen San Lorenzo feierte. Bislang war dies die einzige Erstligasaison für den Club.
Nach einem Abstieg 2009 gelang 2012 der Wiederaufstieg in die dritte Liga. Im Juni 2019 stieg der Club in die Primera Nacional B auf, nachdem ein umstrittenes Spiel gegen San Jorge de Tucumán vorzeitig beendet worden war.

## Stadion
Der CA Alvarado trägt seine Heimspiele im 35.180 Zuschauer fassenden Estadio José María Minella aus. Das Stadion in Mar del Plata wurde zur Weltmeisterschaft 1978 in Argentinien erbaut und dient zusätzlich als Heimspielstätte von Lokalrivale Club Atlético Aldosivi.

## Rivalitäten
Ursprünglich waren die größten Rivalen von CA Alvarado Club Atlético Cadetes de San Martín und Club Atlético River Plate aus derselben Stadt Mar del Plata. Während die Rivalität zu Club Atlético Aldosivi früher kaum existent war, gewinnt sie mehr an Bedeutung und zeigt den Klassenkampf zwischen den sozialen Schichten.

## Erfolge
- Meister des Torneo Argentino B: 2011/12